# Рекало, Михаил Петрович
Михаил Петрович Рекало (род. 11 июля 1938 года,  Донецкая область,Константиновка, Украинская ССР — ум. 27 августа 2004 года, Харьков) — советский и украинский учёный-физик-теоретик, доктор физико-математических наук, начальник лаборатории, ведущий научный сотрудник ХФТИ

## Биография
Родился 11 июля 1938 года в г. Константиновка Донецкой области.
В 1960 г. окончил с отличием Харьковский государственный университет и поступил на работу в ХФТИ (тогда Украинский физико-технический институт) в теоретический отдел Т-1, руководимый А. И. Ахиезером, где работал в должностях от младшего научного сотрудника, старшего научного сотрудника (с 1964) до начальника лаборатории, ведущего научного сотрудника.
В 1964 г. защитил кандидатскую дисертацию "Некоторые вопросы теории взаимодействия элементарных частиц при больших энергиях", в 1968 г. − докторскую диссертацию на тему «Вопросы теории взаимодействия адронов».
По совместительству - профессор физико-технического факультета Харьковского государственного университета, более 25 лет читал лекции по физике элементарных частиц.
В 1964 совместно с А. И. Ахиезером рассчитал ряд электромагнитных характеристик адронов, обобщил кварковую модель с учётом процессов электромагнетизма.
Развил релятивистскую теорию поляризационных эффектов в расщеплении дейтрона электронами при высоких энергиях, на основе которой был предложен метод определения зарядового формфактора нейтрона. Выполнил анализ процессов
когерентного фото- и электрообразования нейтральных пионов на дейтронах с учетом возможности нарушения четности в ядерных силах.
Автор и соавтор более 300 научных работ в области теоретической физики, и трёх научно-популярных книг.